# Asier del Horno
Asier del Horno Cosgaya (Baracaldo, 19 januari 1981) is een Spaans betaald voetballer die bij voorkeur in de verdediging speelt. Hij verruilde in 2006 Chelsea FC voor Valencia CF, dat hem in het seizoen 2010-'11 verhuurde aan Levante UD. In september 2004 debuteerde hij in het Spaans voetbalelftal. Twee maanden later maakte hij tegen het Engelse elftal zijn eerste en in die wedstrijd de winnende goal.

## Carrière
Del Horno komt voort uit de cantera (jeugdopleiding) van Athletic Bilbao, waarvoor hij in het seizoen 2000-2001 debuteerde in het eerste elftal. In juni 2005 tekende de Bask een contract voor drie jaar bij Chelsea, dat twaalf miljoen euro voor hem betaalde. Een jaar later verkocht de Engelse club hem aan Valencia CF, waarvoor Del Horno een serie uitleenbeurten begon.
- 2000-'05: Athletic Bilbao
- 2005-2006: Chelsea FC
- 2006- .. : Valencia CF
  - 2007-2008: → Athletic Bilbao (huur)
  - 2010 → Real Valladolid (huur)
  - 2010-'11: → Levante UD (huur)